# 447. pehotni polk (Wehrmacht)
447. pehotni polk (izvirno nemško Infanterie-Regiment 447) je bil eden izmed pehotnih polkov v sestavi redne nemške kopenske vojske med drugo svetovno vojno.

## Zgodovina
Polk je bil ustanovljen 1. oktobra 1940 kot polk 11. vala na vadbišču Döllersheim z delov 137. in 482. pehotnega polka; polk je bil dodeljen 137. pehotni diviziji.
Poleti 1942 je bil v bojih uničen III. bataljon. 15. oktobra 1942 je bil polk preimenovan v 447. grenadirski polk.